# جو إليس
جو إليس (بالإنجليزية: Jo Ellis)‏ هي لاعب هوكي الحقل بريطانية، ولدت في 10 نوفمبر 1983 في ليدز في المملكة المتحدة.

## وصلات خارجية
- جو إليس على موقع اللجنة الأولمبية الدولية (الإنجليزية)
- جو إليس على موقع أوليمبيديا (الإنجليزية)
- جو إليس على موقع اللجنة الأولمبية البريطانية (الإنجليزية)